# Limenitis sirona
Limenitis sirona är en fjärilsart som beskrevs av Hans Fruhstorfer 1915. Limenitis sirona ingår i släktet Limenitis och familjen praktfjärilar. Inga underarter finns listade i Catalogue of Life.